# Circonscription électorale de Burgos
Ne doit pas être confondu avec Circonscription autonomique de Burgos.
La circonscription électorale de Burgos est l'une des cinquante-deux circonscriptions électorales espagnoles utilisées comme divisions électorales pour les élections générales espagnoles.
Elle correspond géographiquement à la province de Burgos.

## Historique
Elle est instaurée en 1977 par la loi pour la réforme politique puis confirmée avec la promulgation de la Constitution espagnole qui précise à l'article 68 alinéa 2 que chaque province constitue une circonscription électorale.

## Congrès des députés

### Synthèse
|             |       | 1977 | 1979 | 1982 | 1986 | 1989 | 1993 | 1996 | 2000 | 2004 | 2008 | 2011 | 2015 | 2016 | 04/19 | 11/19 | 2023 |
| ----------- | ----- | ---- | ---- | ---- | ---- | ---- | ---- | ---- | ---- | ---- | ---- | ---- | ---- | ---- | ----- | ----- | ---- |
| UCD         |       | 3    | 3    |      |      |      |      |      |      |      |      |      |      |      |       |       |      |
| AP & alliés |       |      |      | 2    | 2    |      |      |      |      |      |      |      |      |      |       |       |      |
| PSOE        |       | 1    | 1    | 2    | 2    | 2    | 2    | 1    | 1    | 2    | 2    | 1    | 1    | 1    | 2     | 2     | 2    |
| PP          |       |      |      |      |      | 2    | 2    | 3    | 3    | 2    | 2    | 3    | 2    | 2    | 1     | 2     | 2    |
| Podemos     |       |      |      |      |      |      |      |      |      |      |      |      | 1    | 1    |       |       |      |
| Cs          |       |      |      |      |      |      |      |      |      |      |      |      |      |      | 1     |       |      |
|             |       |      |      |      |      |      |      |      |      |      |      |      |      |      |       |       |      |
| Total       | Total | 4    | 4    | 4    | 4    | 4    | 4    | 4    | 4    | 4    | 4    | 4    | 4    | 4    | 4     | 4     | 4    |

### 1977
| Parti | Parti | Députés                                                                          |
| ----- | ----- | -------------------------------------------------------------------------------- |
| UCD   |       | Juan Manuel Reol Tejada, Manuel Fernández Manrique, José Antonio González García |
| PSOE  |       | Esteban Granado Bombín                                                           |

### 1979
| Parti | Parti | Députés                                                                          |
| ----- | ----- | -------------------------------------------------------------------------------- |
| UCD   |       | Juan Manuel Reol Tejada, José Antonio González García, José Luis del Valle Pérez |
| PSOE  |       | Esteban Granado Bombín                                                           |

### 1982
| Parti  | Parti | Députés                                    |
| ------ | ----- | ------------------------------------------ |
| AP-PDP |       | César Huidobro Díez, César de Miguel López |
| PSOE   |       | Luis Escribano Reinosa, Federico Sanz Díaz |

### 1986
| Parti | Parti | Députés                                    |
| ----- | ----- | ------------------------------------------ |
| CP    |       | Juan Carlos Aparicio, César Huidobro Díez  |
| PSOE  |       | Luis Escribano Reinosa, Federico Sanz Díaz |

- Juan Carlos Aparicio (CP) est remplacé le 14 février 1989 par Agustín de la Sierra Herrera.

### 1989
| Parti | Parti | Députés                                    |
| ----- | ----- | ------------------------------------------ |
| PP    |       | Juan Carlos Aparicio, Gabriel Cisneros     |
| PSOE  |       | Luis Escribano Reinosa, Federico Sanz Díaz |

### 1993
| Parti | Parti | Députés                                |
| ----- | ----- | -------------------------------------- |
| PP    |       | Juan Carlos Aparicio, Gabriel Cisneros |
| PSOE  |       | José Luis Corcuera, Federico Sanz Díaz |

- José Luis Corcuera est remplacé en mai 1994 par María Isabel Abad Pinillos.
  - María Isabel Abad Pinillos est remplacée en juin 1995 par Julio Victor Pascual Abad.

### 1996
| Parti | Parti | Députés                                                              |
| ----- | ----- | -------------------------------------------------------------------- |
| PP    |       | Juan Carlos Aparicio, Gabriel Cisneros, José Ignacio Marín Izquierdo |
| PSOE  |       | Julián Simón de la Torre                                             |

- Juan Carlos Aparicio est remplacé en mai 1996 par Sandra Moneo

### 2000
| Parti | Parti | Députés                                                          |
| ----- | ----- | ---------------------------------------------------------------- |
| PP    |       | Juan Carlos Aparicio, Sandra Moneo, José Ignacio Marín Izquierdo |
| PSOE  |       | Julián Simón de la Torre                                         |

### 2004
| Parti | Parti | Députés                                               |
| ----- | ----- | ----------------------------------------------------- |
| PP    |       | Sandra Moneo, César Antonio Rico Ruiz                 |
| PSOE  |       | Julián Simón de la Torre, María del Mar Arnaiz García |

### 2008
| Parti | Parti | Députés                                      |
| ----- | ----- | -------------------------------------------- |
| PP    |       | Juan Carlos Aparicio, Sandra Moneo           |
| PSOE  |       | Octavio Granado, María del Mar Arnáiz García |

- Octavio Granado (PSOE) est remplacé en avril 2008 par Luis Tudanca.

### 2011
| Parti | Parti | Députés                                                 |
| ----- | ----- | ------------------------------------------------------- |
| PP    |       | Juan Carlos Aparicio, Sandra Moneo, Gema Conde Martínez |
| PSOE  |       | Luis Tudanca                                            |

- Juan Carlos Aparicio (PP) est remplacé le 8 octobre 2013 par José Máximo López Vilaboa.
  - José López (PP) est remplacé le 14 septembre 2015 par Mónica Raquel Pérez Serna.
- Luis Tudanca (PSOE) est remplacé le 20 janvier 2015 par María del Mar Arnaiz García.

### 2015
| Parti   | Parti | Députés                           |
| ------- | ----- | --------------------------------- |
| PP      |       | Sandra Moneo, Jaime Mateu Istúriz |
| PSOE    |       | Esther Peña Camarero              |
| Podemos |       | Miguel Vila Gómez                 |

### 2016
| Parti   | Parti | Députés                           |
| ------- | ----- | --------------------------------- |
| PP      |       | Sandra Moneo, Jaime Mateu Istúriz |
| PSOE    |       | Esther Peña Camarero              |
| Podemos |       | Miguel Vila Gómez                 |

### Avril 2019
| Parti | Parti | Députés                                              |
| ----- | ----- | ---------------------------------------------------- |
| PSOE  |       | Esther Peña Camarero, Agustín Javier Zamarrón Moreno |
| PP    |       | Sandra Moneo                                         |
| Cs    |       | Aurora Nacarino-Brabo Jiménez                        |

### Novembre 2019
| Parti | Parti | Députés                                              |
| ----- | ----- | ---------------------------------------------------- |
| PSOE  |       | Esther Peña Camarero, Agustín Javier Zamarrón Moreno |
| PP    |       | Sandra Moneo, Jaime Mateu Istúriz                    |

### 2023
| Parti | Parti | Députés                                      |
| ----- | ----- | -------------------------------------------- |
| PP    |       | Ángel Mariano Ibáñez Hernando, Sandra Moneo  |
| PSOE  |       | Esther Peña Camarero, Álvaro Morales Álvarez |

## Sénat

### Synthèse
|             |       | 1977 | 1979 | 1982 | 1986 | 1989 | 1993 | 1996 | 2000 | 2004 | 2008 | 2011 | 2015 | 2016 | 04/19 | 11/19 | 2023 |
| ----------- | ----- | ---- | ---- | ---- | ---- | ---- | ---- | ---- | ---- | ---- | ---- | ---- | ---- | ---- | ----- | ----- | ---- |
| UCD         |       | 3    | 3    |      |      |      |      |      |      |      |      |      |      |      |       |       |      |
| AP & alliés |       |      |      | 3    | 3    |      |      |      |      |      |      |      |      |      |       |       |      |
| PSOE        |       | 1    | 1    | 1    | 1    | 1    | 1    | 1    | 1    | 1    | 1    | 1    | 1    | 1    | 3     | 2     | 1    |
| PP          |       |      |      |      |      | 3    | 3    | 3    | 3    | 3    | 3    | 3    | 3    | 3    | 1     | 2     | 3    |
|             |       |      |      |      |      |      |      |      |      |      |      |      |      |      |       |       |      |
| Total       | Total | 4    | 4    | 4    | 4    | 4    | 4    | 4    | 4    | 4    | 4    | 4    | 4    | 4    | 4     | 4     | 4    |

### 1977
| Parti | Parti | Sénateurs                                                      |
| ----- | ----- | -------------------------------------------------------------- |
| UCD   |       | Pedro Carazo Carnicero, Félix Pérez Pérez, Manuel Chamón Rubio |
| PSOE  |       | Juan José Laborda                                              |

### 1979
| Parti | Parti | Sénateurs                                                                        |
| ----- | ----- | -------------------------------------------------------------------------------- |
| UCD   |       | Pedro Carazo Carnicero, José Manuel García-Verdugo Candón, Mariano Losa Quintana |
| PSOE  |       | Juan José Laborda                                                                |

### 1982
| Parti  | Parti | Sénateurs                                                                        |
| ------ | ----- | -------------------------------------------------------------------------------- |
| AP-PDP |       | José María Álvarez de Eulate, Vicente Mateos Otero, Agustín de la Sierra Herrera |
| PSOE   |       | Juan José Laborda                                                                |

### 1986
| Parti | Parti | Sénateurs                                                               |
| ----- | ----- | ----------------------------------------------------------------------- |
| CP    |       | Vicente Mateos Otero, Antonio Valverde Ortega, Mariano Villanueva Cirac |
| PSOE  |       | Juan José Laborda                                                       |

### 1989
| Parti | Parti | Sénateurs                                                             |
| ----- | ----- | --------------------------------------------------------------------- |
| PP    |       | Alberto Galerón de Miguel, Pedro Martín Iglesias, Pilar Urzay Uzquiza |
| PSOE  |       | Juan José Laborda                                                     |

### 1993
| Parti | Parti | Sénateurs                                                         |
| ----- | ----- | ----------------------------------------------------------------- |
| PP    |       | Galo Barahona Álvarez, Pedro Martín Iglesias, Pilar Urzay Izquiza |
| PSOE  |       | Juan José Laborda                                                 |

### 1996
| Parti | Parti | Sénateurs                                                                                 |
| ----- | ----- | ----------------------------------------------------------------------------------------- |
| PP    |       | Ignacio Javier Ariznavarreta Esteban, Pedro Martín Iglesias, María Cruz Rodríguez Saldaña |
| PSOE  |       | Juan José Laborda                                                                         |

### 2000
| Parti | Parti | Sénateurs                                                                    |
| ----- | ----- | ---------------------------------------------------------------------------- |
| PP    |       | Jesús Fernández López, César Antonio Rico Ruiz, María Cruz Rodríguez Saldaña |
| PSOE  |       | Juan José Laborda                                                            |

### 2004
| Parti | Parti | Sénateurs                                                                         |
| ----- | ----- | --------------------------------------------------------------------------------- |
| PP    |       | Juan Carlos Aparicio, María Begoña Contreras Olmedo, José Ignacio Marín Izquierdo |
| PSOE  |       | Juan José Laborda                                                                 |

### 2008
| Parti | Parti | Sénateurs                                                                               |
| ----- | ----- | --------------------------------------------------------------------------------------- |
| PP    |       | María Begoña Contreras Olmedo, Ignacio Alfredo González Torres, César Antonio Rico Ruiz |
| PSOE  |       | Julián Simón de la Torre                                                                |

- Julián Simón (PSOE) est remplacé en juin 2011 par Alfonso Pereda Fernández.

### 2011
| Parti | Parti | Sénateurs                                                                           |
| ----- | ----- | ----------------------------------------------------------------------------------- |
| PP    |       | Jaime Mateu Istúriz, Ignacio Alfredo González Torres, María Begoña Contreras Olmedo |
| PSOE  |       | Andrés Gil García                                                                   |

### 2015
| Parti | Parti | Sénateurs                                                                       |
| ----- | ----- | ------------------------------------------------------------------------------- |
| PP    |       | María Begoña Contreras Olmedo, Arturo Pascual Madina, Cristina Ayala Santamaría |
| PSOE  |       | Andrés Gil García                                                               |

### 2016
| Parti | Parti | Sénateurs                                                                       |
| ----- | ----- | ------------------------------------------------------------------------------- |
| PP    |       | María Begoña Contreras Olmedo, Arturo Pascual Madina, Cristina Ayala Santamaría |
| PSOE  |       | Andrés Gil García                                                               |

### Avril 2019
| Parti | Parti | Sénateurs                                                                   |
| ----- | ----- | --------------------------------------------------------------------------- |
| PSOE  |       | Andrés Gil García, María del Mar Arnáiz García, José Salvador Sierra García |
| PP    |       | Francisco Javier Lacalle Lacalle                                            |

### Novembre 2019
| Parti | Parti | Sénateurs                                                   |
| ----- | ----- | ----------------------------------------------------------- |
| PP    |       | Francisco Javier Lacalle Lacalle, Cristina Ayala Santamaría |
| PSOE  |       | Andrés Gil García, María del Mar Arnáiz García              |

### 2023
| Parti | Parti | Sénateurs                                                                             |
| ----- | ----- | ------------------------------------------------------------------------------------- |
| PP    |       | Francisco Javier Lacalle Lacalle, Salvador de Foronda Vaquero, Raquel González Benito |
| PSOE  |       | Andrés Gil García                                                                     |